# Petrus Mirtill
Petrus Mirtill (Debrecen, 2001. november 14. –) Európa-bajnoki bronzérmes magyar válogatott kézilabdázó, balszélső, a Debreceni VSC játékosa.

## Pályafutása

### Klubcsapatokban
A DVSC saját nevelésű játékosaként 2018-ban volt először a felnőtt csapat tagja. Rendszeres játéklehetőséget a 2019–2020-as szezon óta kapott az élvonalban. Még abban az évadban a nemzetközi színtéren is bemutatkozhatott, az EHF-kupában 4 gólt szerzett. 2023-ban játszott csapatával a Bajnokok Ligájában is.

### A válogatottban
A részben hazai rendezésű 2024-es Európa-bajnokságon a középdöntők után került be a magyar keretbe, a megbetegedő Márton Gréta helyére. Első válogatott mérkőzése a Norvégia elleni elődöntő volt. A magyar csapat 12 év után szerzett újból bronzérmet kontinenstornán.